# الکس لوتس
الکس لوتس (فرانسوی: Alex Lutz‎؛ زادهٔ ۲۴ اوت ۱۹۷۸) بازیگر، کمدین و کارگردان اهل فرانسه است. وی از سال ۲۰۰۳ میلادی تاکنون مشغول فعالیت بوده‌است.
از فیلم‌ها یا برنامه‌های تلویزیونی که وی در آن نقش داشته‌است می‌توان به زانادو، کایرا، پسر، او. اس. اس ۱۱۷ و معجون زمان ۴ اشاره کرد.